# Zelleria gracilariella
Zelleria gracilariella is een vlinder uit de familie van de stippelmotten (Yponomeutidae). De wetenschappelijke naam van de soort werd in 1904 gepubliceerd door Busck.